# Hòrlivka
Hòrlivka(ucraïnès: Горлівка, AFIˈɦɔrliu̯kɑ), de vegades transcrit Gòrlivka, coneguda també com a Górlovka (rus: Горловка) o Gorlowka, és una ciutat de l'est d'Ucraïna, situada a l'óblast de Donetsk. El 2019 la seva població era de 244.033 habitants. La seva activitat econòmica principal és la mineria de carbó i la indústria química.

## Història
Els primers assentaments a la zona de Hòrlivka van aparèixer a principis del segle xviii, quan els cosacs zaporoges camperols refugiats van establir granges al llarg del riu Kòrsun, Zalizna i Kodima. Per reforçar les fronteres de l'Imperi Rus, el govern tsarista va formar en la segona meitat del segle xviii regiments d'assentament serboeslaus, formats per serbis, croats i eslovens que escapaven de l'opressió de l'Imperi Austrohongarès, així com de camperols ucraïnesos, russos i cosacs. Els regiments van ser dividits en companyies que va fundar alguns assentaments en el que avui és Hòrlivka
En 1754 hi havia un poble sobirà anomenat Buierak (rus:  Государёв Буерак Gossudariev Buerak) (ara part de la ciutat). El 1776, Zimovniki i alguns khútors situats al barranc de Sukhi Iar i al bosc natural de Jevani es fusionaren en un únic assentament anomenat Zaitsev, la part sud de les quals es deia Mikitiva (rus: Никитовка Nikitovka), per un dels seus residents més prominents - Nikita Deviatilova. El 1795, el poble de Hossudarevi Buierak i l'assentament de Zaitsev (ambdós inclosos ara a la Hòrlovka moderna), hi havia 6.514 persones, i a l'assentament de Zalizna en 1884 hi havia 3529 persones. Entre els anys 1800 - 1805 es van crear els khútors de Sxerbinovski i Nelipovski. L'assentament Zalizna estava habitat principalment per immigrants de la província de Khàrkiv. A principis del segle xix ja s'havien descobert jaciments de carbó, i hi havia una petita mina.
La data oficial de fundació és el 1779. El primer nom que va rebre fou Possad, pels seus governants. Fou reanomenada Górlivka per a recordar l'enginyer Piotr Górlov, i tenia com a missió proporcionar serveis bàsics a i l'organització d'una sèrie de campaments miners.
Durant la revolució russa de 1905 va ser l'escenari d'un aixecament armat.
Posteriorment sota control soviètic, a la dècada del 1930 s'havia expandit considerablement i arribà a ser un important centre d'operacions mineres a l'RSS d'Ucraïna.
Durant la Segona Guerra Mundial els nazis en retirada van cremar edificis. No obstant això, la població de la ciutat havia crescut fins als 400.000 habitants els anys 1944-1945.
En els últims anys moltes mines han tancat. La població es va reduir en més d'un deu per cent durant la dècada del 1990.

### Separatisme prorus del 2014
A mitjans del mes d'abril de 2014, i poc després, separatistes prorussos capturaren diverses ciutats de l'óblast de Donetsk. Un grup de separatistes es va apoderar de l'estació de policia d'Hòrlivka el 14 d'abril.
El 17 d'abril del 2017 Volodymyr Rybak, regidor d'Hòrlivka de Batkivshchyna (Pàtria), va ser detingut pels militants pro-russos després d'haver intentat penjar la bandera nacional d'Ucraïna a l'ajuntament de la ciutat. Alguns dies més tard el seu cos, juntament amb els de Yuriy Popravka estudiant de l'Institut Politècnic de Kyiv i del jove Yuriy Diakovsky, fou descobert dins l'aigua del riu Torets prop de Sloviansk. Segons l'informe dels metges forenses les víctimes foren tot primer apallissades, i més endavant se'ls rebentà l'estómac.
L'ajuntament de la vila va ser pres el 30 d'abril. L'alcalde de la ciutat, Ievhèn Klep, va ser detingut pels separatistes l'11 de juny i va romandre detingut fins al 18 de juliol.
El 20 de juny de 2014, es va informar que una columna de blindats russos creuava la frontera i penetrava profundament en la regió del Donbàs, arribant fins a Hòrlivka. La columna incloïa almenys dos tancs T-64B, cinc vehicles blindats i diversos Grad llançacoets múltiples. Tropes ucraïneses capturaren un blindat, i el Ministeri de Defensa d'Ucraïna afirmà que s'havia trobat documentació russa que acompanyava el vehicle.
El 5 de juliol de 2014, el gruix de les forces pro-russes va caure de nou en aquest lloc enfront de l'avanç de les forces ucraïneses.
El 21 i 22 de juliol de 2014, la ciutat fou l'escenari d'intensos combats.
 Segons s'informà, l'exèrcit ucraïnès reprengué parts de Hòrlivka el 21 de juliol. Després que l'exèrcit ucraïnès hagués controlat Lissitxansk el 25 de juliol de 2014, la reconquesta de Hòrlivka es convertí en una prioritat, atès que la ciutat era vista com "un camí directe al centre Regional - Donetsk". A partir del 28 de juliol, s'informà que la ciutat era completament envoltada per les tropes ucraïneses, i que els rebels mantenien les seves posicions a l'interior. L'ajuntament de Hòrlivka anuncià que el 28 de juliol 17 civils, entre ells tres nens, havien mort a la ciutat. L'exèrcit ucraïnès acusà els separatistes dels bombardejos a zones residencials per desacreditar l'exèrcit ucraïnès.
Actualment, la línia de front entre l'exèrcit ucraïnès i les milícies pro-russes se situa en els suburbis nord d'Hòrlivka. Els municipis de Zaytseve i Mayorsk són controlats per l'armada ucraïnesa.

## Infraestructura i medi ambient
Tot i la caiguda del comunisme una estàtua de Lenin segueix en peu en una cèntrica plaça que porta el seu nom. Hòrlivka és ben comunicada per autobusos que funcionen amb GNC (vegeu gas natural vehicular), però gran part de la infraestructura de l'era soviètica de la ciutat mostra signes de deteriorament. Per contra, un nombre de botigues modernes i una nova catedral (acabada el 2014) al centre de la ciutat indiquen un cert rejoveniment.
A la banda oriental de Hòrlivka hi ha una fàbrica de productes químics abandonada que s'utilitzava per a produir explosius tòxics i se sap que es trobava en condicions perilloses. L'activitat minera s'ha traduït en grans munts de deixies visibles al voltant de la ciutat, però un projecte de plantació d'arbres i el manteniment forestal en curs ha revitalitzat una zona al nord.

## Gent notable de Hòrlivka
- Serguei Baranov, jugador de voleibol rus
- Iuri Boiko, polític ucraïnès
- Valeri Horbunov, jugador de futbol ucraïnès i soviètic
- Nikolai Kapustin, compositor i pianista rus
- Íhor Petrov, entrenador de futbol professional ucraïnès i exjugador
- Aleksandr Ponomarev, jugador de futbol a la Ucraïna Soviètica i entrenador
- Ruslan Ponomariov, jugadors d'escacs ucraïnès
- Serhí Rebrov, futbolista ucraïnès
- Oleksandr Savantxuk, futbolista ucraÏnès
- Arkadi Xevtxenko, desertor soviètic
- Mikita Xevtxenko, porter de futbol ucraïnès
- Evgeny Ukhanov, pianista ucraïnès-australià
- Aleksandr Vólkov, cosmonauta soviètic - rus
- Dmitrò Grixkò, futbolista ucraïnès

## Relacions internacionals

### Ciutats agermanades
Hòrlivka està agermanada amb:
| Ciutat              | País         | Any d'agermanament |
| ------------------- | ------------ | ------------------ |
| Barnsley            | Regne Unit   | 1987               |
| Pensacola (Florida) | Estats Units |                    |
| Buffalo             | Estats Units | 2007               |